# Calacorm
Calacormer er en fiktiv race, som er opfundet af Steve Jackson og Ian Livingstone til deres Sværd og trolddom-bøger (originaltitel: Fighting Fantasy). Det er en af de tidligst opfundne racer, og de optræder allerede i Kaos-Borgen, der er den anden bog i serien (både i Danmark og i England).
Det er store to-hovedede væsner, der minder en del om øglemænd, med hvem de sandsynligvis også er beslægtede. De fungerer oftest som soldater eller især som fangevogtere, hvor de har fornøjelse af at torturere fanger. Af en eller anden ukendt årsag er de meget bange for gnavere, specielt mus og gemmer sig i et hjørne, hvis de ser en sådan i deres fangekælder. Deres yndlingsspise er døde slanger, hvilket stort set er den eneste form for føde, som de konsumerer. De to hoveder er ofte i livlig diskussion med hinanden, hvilket gør dem svære at konversere med og forstå for andre racer. 